# Lituania en los Juegos Europeos de Cracovia 2023
Lituania participó en los Juegos Europeos de Cracovia 2023 con un equipo de 148 deportistas. Responsable del equipo nacional fue el Comité Olímpico Nacional de Lituania.

## Medallistas
El equipo de Lituania obtuvo las siguientes medallas:
| Nombre              | Deporte           | Competición         |
| ------------------- | ----------------- | ------------------- |
| Oro                 |                   |                     |
| Equipo              | Baloncesto 3×3    | Torneo F            |
| Henrikas Žustautas  | Piragüismo        | C1 200 m M          |
| Plata               |                   |                     |
| Edis Matusevičius   | Atletismo         | Jabalina M          |
| Equipo              | Pentatlón moderno | Equipo F            |
| Bronce              |                   |                     |
| Andrius Gudžius     | Atletismo         | Disco M             |
| Gabija Galvydytė    | Atletismo         | 1500 m F            |
| Greta Karinauskaitė | Atletismo         | 3000 m obstáculos F |
| Nicka               | Breakdancing      | Individual F        |